# Liste der Fornminnen in Jämshög

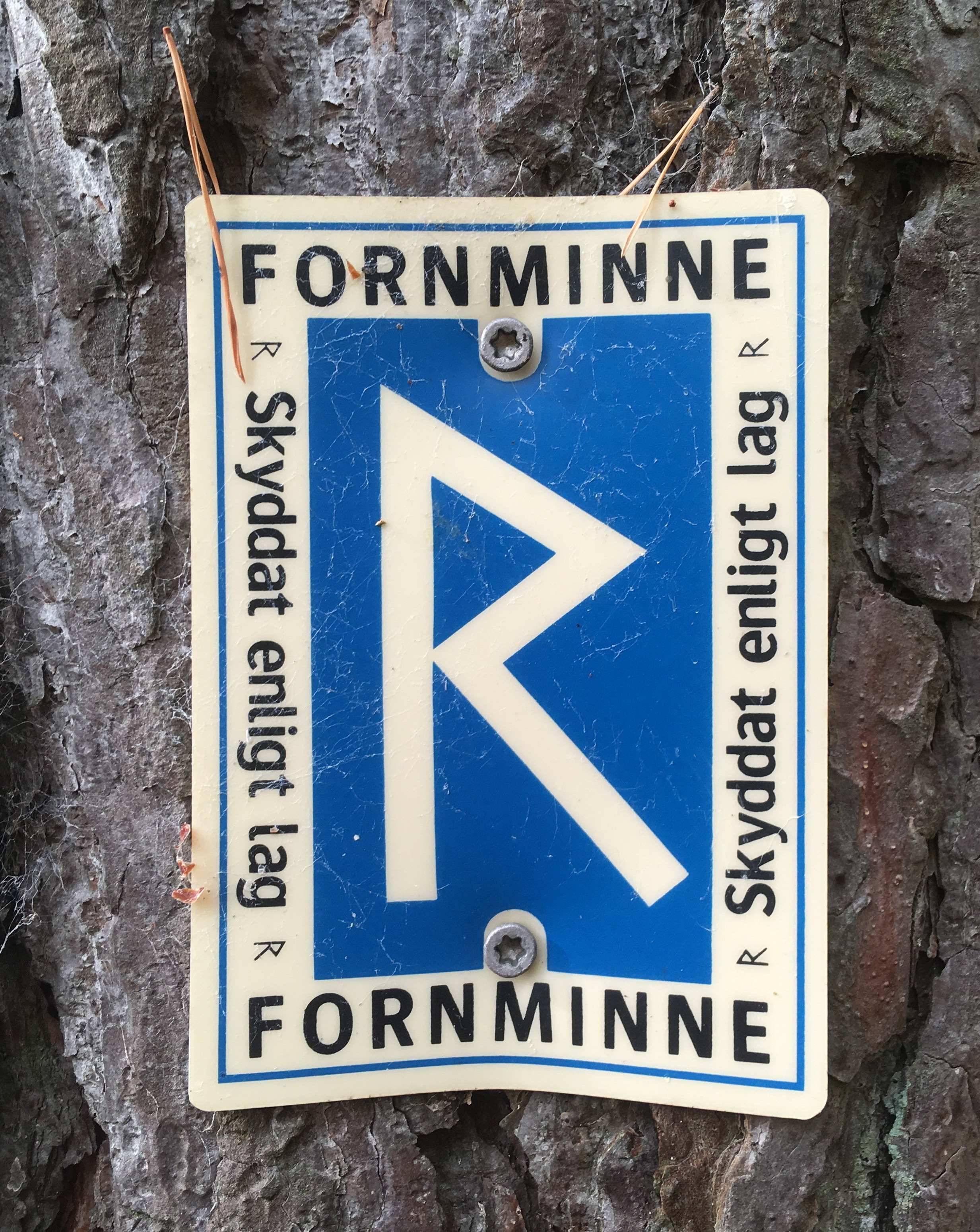
Zeichen für „Fornminnen“ in Schweden

Diese Liste der Fornminnen in Jämshög zeigt die „Alten/antike Denkmale“ (schwedisch Fornminnen) im ehemaligen Socken Jämshög in der heutigen Gemeinde Olofström der südschwedischen Provinz Blekinge län, sie ist eine Teilliste der „Liste der Fornminnen in Blekinge“. Die Aufteilung basiert auf der historischen Zuordnung der Gebiete in Socken (siehe auch) und der Einteilung des Zentralamt für Denkmalpflege Riksantikvarieämbetet (RAÄ). Es werden die Fornminnen aufgeführt, die auf dem Suchdienst „Fornsök“ registriert sind, welcher weitere Informationen zu den bekannten kulturhistorischen Überresten in Schweden enthält.

## Begriffserklärung
Fornminnen (schwedisch für alte/antike Denkmale oder archäologische Funde) sind in Schweden alte Objekte und archäologische Funde (Fornlämningar), welche die Überreste menschlicher Aktivitäten in der Vergangenheit bezeichnen, die durch frühere Nutzung entstanden sind und dauerhaft aufgegeben wurden. Dabei gilt für Fornminnen, die vor 1850 entstanden sind, dass sie automatisch durch das Gesetz geschützt sind. Aber auch jüngere Überreste können zu Bodendenkmalen erklärt werden, wenn sie sich an ihrem ursprünglichen Standort befinden und weitgehend erdgebunden sind. Als Fornminnen zählen u. a. Siedlungen und Siedlungsreste aus prähistorischer Zeit, Gräber und Grabstätten, Burgruinen, Ruinen von Klöstern, Kirchen und Schlössern, Steine und Felsen mit Inschriften und Bildern (z. B. Runensteine und Petroglyphen), insofern sie nicht schon als Einzeldenkmal unter Byggnadsminnen (schwedisch für Baudenkmale) oder kyrkliga Kulturminnen (schwedisch für kirchliches Kulturgut) ausgewiesen sind.

## Legende
| ID           | = | ID.Nr. des Denkmalregisters (Fornsök) im schwedische Amt für nationales Kulturerbe (Riksantikvarieämbetet (RAÄ)) |
| Lage         | = | Koordinatenangabe des Standorts                                                                                  |
| Bezeichnung  | = | Bezeichnung des Denkmalobjekts (auch RAÄ-Nr.)                                                                    |
| Beschreibung | = | Name (Denkmaltyp/Dokumentenverweis im Arkivsök) sowie eine kurze Beschreibung des Objekts                        |
| Bild         | = | Bild des Objekts sowie Verweis auf weitere Bilder                                                                |

## Fornminnen Jämshög
| ID             | Lage    | Bezeichnung (RAÄ-Nr.) | Beschreibung | Bild           |
| -------------- | ------- | --------------------- | --- | -------------- |
| 10099900010001 | (Karte) | Jämshög 1:1           | Jämshög 1:1 (Grabstein / L1979:5280) Reste eines alten Grabsteins bei Boågaden südlich Gränum | Weitere Bilder |
| 10099900080001 | (Karte) | Jämshög 8:1           | Jämshög 8:1 (Friedhof / L1979:5399) ehemaliger Friedhof bei Rösjö südlich Olofström | Weitere Bilder |
| 10099900170001 | (Karte) | Jämshög 17:1          | Jämshög 17:1 (Friedhof / L1979:5638) ehemaliger Pestfriedhof bei Bommarstorp östlich Olofström mit Gedenkstein „Jämshög 17:2“ (L1979:5637) | Weitere Bilder |
| 10099900240001 | (Karte) | Jämshög 24:1          | Jämshög 24:1 (Grabhügel / L1979:5461) Grabhügel in Jämshög, Ortsteil Hallaberget nahe „Jämshög Hembygdsmuseum“ | Weitere Bilder |
| 10099900250001 | (Karte) | Jämshög 25:1          | Jämshög 25:1 (Grabhügel / L1979:5899) Grabhügel in Jämshög, Ortsteil Hallaberget neben Straße Lärkdalsvägen | Weitere Bilder |
| 10099900270001 | (Karte) | Jämshög 27:1          | Jämshög 27:1 (Grabstein / L1979:5901) Reste eines Grabsteins am Holje-Park nahe „Olofström Museum“ | Weitere Bilder |
| 10099900280001 | (Karte) | Jämshög 28:1          | Jämshög 28:1 (Grabhügel / L1979:3225) Grabhügel (auch als schwedisch Kungagraven bezeichnet) im Norden des Ljungryda-Naturschutzgebiet südlich Jämshög | Weitere Bilder |
| 10099900290001 | (Karte) | Jämshög 29:1          | Jämshög 29:1 (Grabstein / L1979:5567) Reste eines Grabsteins neben Straße Ljungrydavägen südlich Jämshög | Weitere Bilder |
| 10099900490001 | (Karte) | Jämshög 49:1          | Jämshög 49:1 (Grabhügel / L1979:6075) Grabhügel im Holje-Park nahe „Olofström Museum“ | Weitere Bilder |
| 10099900500001 | (Karte) | Jämshög 50:1          | Jämshög 50:1 (Grabhügel / L1979:5513) Grabhügel aus der Bronzezeit, überbaut mit Grabkapelle (um 1836) der Familie Carl von Dannfelt (1773–1841) im Süden von Jämshög | Weitere Bilder |
| 10099900580001 | (Karte) | Jämshög 58:1          | Jämshög 58:1 (Grabhügel / L1979:5357) alter Grabhügel neben Steinsetzung „Jämshög 58:2“ und archäologischen Überresten „Jämshög 58:3“ im Wald südlich von Axtorp. | Weitere Bilder |
| 10099900580002 | (Karte) | Jämshög 58:2          | Jämshög 58:2 (Steinsetzung / L1979:5781) Steinsetzung neben Grabhügel „Jämshög 58:1“ und archäologischen Überresten „Jämshög 58:3“ im Wald südlich von Axtorp. | Weitere Bilder |
| 10099900620001 | (Karte) | Jämshög 62:1          | Jämshög 62:1 (Steinsetzung / L1979:5904) Steinsetzung im Wald südlich Axtorp (400 m südlich von Grabhügel „Jämshög 58:1“) nördlich von 2 Fossilienfeldern „Jämshög 1226“ und „Jämshög 1227“. | Weitere Bilder |
| 10099900640001 | (Karte) | Jämshög 64:1          | Jämshög 64:1 (Steinsetzung / L1979:5572) steingefüllte Steinsetzung als Grabsteinhaufen im Wald nördlich Skrivarehagen | Weitere Bilder |
| 10099900660001 | (Karte) | Jämshög 66:1          | Jämshög 66:1 (Steinsetzung / L1979:6016) Steinsetzung im Wald östlich Axtorp neben der Steinsetzung „Jämshög 550“ und 100 m westlich vom Fossilienfeld „Jämshög 548“ | Weitere Bilder |
| 10099900670001 | (Karte) | Jämshög 67:1          | Jämshög 67:1 (Grabhügel / L1979:5716) Grabhügel im Wald westlich Axtorp neben der Steinsetzung „Jämshög 67:2“ (L1979:5563) | Weitere Bilder |
| 10099900700001 | (Karte) | Jämshög 70:1          | Jämshög 70:1 (Steinsetzung / L1979:5303) Steinsetzung neben den Steinsetzungen „Jämshög 70:2“ und „Jämshög 70:3“ nahe Fossilienfeld „70:4“ (L1979:6146) im Wald südlich Fuseboda. | Weitere Bilder |
| 10099900700002 | (Karte) | Jämshög 70:2          | Jämshög 70:2 (Steinsetzung / L1979:5702) Steinsetzung neben den Steinsetzungen „Jämshög 70:1“ und „Jämshög 70:3“ nahe Fossilienfeld „70:4“ im Wald südlich Fuseboda. | Weitere Bilder |
| 10099900700003 | (Karte) | Jämshög 70:3          | Jämshög 70:3 (Steinsetzung / LL1979:5840) Steinsetzung neben den Steinsetzungen „Jämshög 70:1“ und „Jämshög 70:2“ nahe Fossilienfeld „70:4“ im Wald südlich Fuseboda. | Weitere Bilder |
| 12000000012067 | (Karte) | Jämshög 74            | Jämshög 74 (Wohnsiedlung / L1979:7815) Reste einer ehemaligen Siedlung mit Fundamenten einer Hütte (ca. 1844 errichtet und um 1900 abgerissen) sowie südlichen Fossilienfeld nördlich der Ortschaft Kämpagarden, nördlich davon weitere Hausfundamente, wie „Jämshög 75“ (L1979:7690) und westlich des Weges weitere Überreste von Teilen der Wohnsiedlung „Jämshög 82“ (L1979:7954), wie Fundamente von 2 Hütten, einer Scheune und einer Lagergrube. | Weitere Bilder |
| 12000000012541 | (Karte) | Jämshög 190           | Jämshög 190 (Gräberfeld / L1979:7221) ca. 50 × 30 m großes Gräberfeld auf einen Hügel nördlich von Gränum, etwa 100 m südlich befindet sich die Petroglyphe „Jämshög 191“ | Weitere Bilder |
| 12000000012543 | (Karte) | Jämshög 191           | Jämshög 191 (Petroglyphe / L1979:8105) Steinritzung in einer Grube auf einem 4 × 2,5 m großen Steinblock (wahrscheinlich Darstellung einer Mühle), ca. 100 m nördlich befindet sich das Gräberfeld „Jämshög 190“. | Weitere Bilder |
| 12000000012832 | (Karte) | Jämshög 301           | Jämshög 301 (Steinsetzung / L1979:8674) Steinsetzung östlich des Halen-Sees im Naturschutzgebiet Halen südlich Olofström, mittig auf dem Fossilienfeld „Jämshög 306“ (L1979:8693) | Weitere Bilder |
| 12000000012909 | (Karte) | Jämshög 333           | Jämshög 333 (Steinsetzung / L1979:8186) Steinsetzung neben den Resten eines Hausfundaments „Jämshog 334“ (L1979:8194) nördlich Gränum | Weitere Bilder |
| 12000000013073 | (Karte) | Jämshög 425           | Jämshög 425 (Steinsetzung / L1979:8542) ca. 4 × 3 m große Steinsetzung als steingefüllter Grabsteinhaufen im Wald nordöstlich von Axtorp | Weitere Bilder |
| 12000000052765 | (Karte) | Jämshög 547           | Jämshög 547 (Steinsetzung / L1979:9612) runde (ca. 10 m Durchmesser) Steinsetzung im Wald südöstlich Jämshög | Weitere Bilder |
| 12000000052768 | (Karte) | Jämshög 550           | Jämshög 550 (Steinsetzung / L1979:9669) etwa 4 m Durchmesser große Steinsetzung im Wald östlich Axtorp neben Steinsetzung „Jämshög 66:1“ und 100 m westlich vom Fossilienfeld „Jämshög 548“ | Weitere Bilder |
| 12000000053682 | (Karte) | Jämshög 576           | Jämshög 576 (Steinsetzung / L1979:9640) runde (ca. 6 m Durchmesser) Steinsetzung als steingefüllter Grabsteinhaufen westlich Gränum, neben ca. 470 × 100 m großen Fossilienfeld „Jämshög 65:1“ (L1979:6014) mit etwa 200 tw. überwachsenen kleineren Steinhaufen. | Weitere Bilder |
| 12000000054525 | (Karte) | Jämshög 622           | Jämshög 622 (Steinsetzung / L1978:1387) runde (ca. 4 m Durchmesser) Steinsetzung inmitten eines ca. 500 × 250 m großen Fossilienfelds „Jämshög 630“ (L1978:1395) mit ca. 200 tw. überlagerten kleineren Steinhaufen am Ostufer des Östersjön-Sees, ca. 20 m neben der Steinsetzung „Jämshög 624“ | Weitere Bilder |
| 12000000054527 | (Karte) | Jämshög 624           | Jämshög 624 (Steinsetzung / L1978:1389) runde (ca. 3,5 m Durchmesser) Steinsetzung inmitten eines ca. 500 × 250 m großen Fossilienfelds „Jämshög 630“ mit ca. 200 tw. überlagerten kleineren Steinhaufen am Ostufer des Östersjön-Sees, ca. 20 m neben der Steinsetzung „Jämshög 622“ | Weitere Bilder |
| 12000000103149 | (Karte) | Jämshög 1312          | Jämshög 1312 (Steinsetzung / L1978:5484) runde (ca. 3 m Durchmesser) Steinsetzung im Wald südlich Stadtteil Brännaregården im Osten von Olofström, neben einem 80 × 40 m Fossilienfeld „Jämshög 1308“ mit 20 kleineren Steinhaufen | Weitere Bilder |
| 12000000103150 | (Karte) | Jämshög 1313          | Jämshög 1313 (Steinsetzung / L1978:5485) runde (ca. 4,5 m Durchmesser) Steinsetzung als steingefüllter Grabsteinhaufen inmitten eines weitläufigen alten Hecken- und Zaunsystem „Jämshög 1340“ (L1978:9738) im Wald östlich vom „Brocenter Bil- och fordonsmuseum“ | Weitere Bilder |